# Gmina Shënepremte
Gmina Shënepremte (alb. Komuna Shënepremte, lub Komuna Lenie) – gmina  położona w środkowej części Albanii. Administracyjnie należy do okręgu Gramsh w obwodzie Elbasan. W 2011 roku populacja gminy wynosiła 779 w tym 375 kobiety oraz 404 mężczyzn, z czego Albańczycy stanowili 56,10% mieszkańców, a Arumunii 24,65%.
W skład gminy wchodzi pięć miejscowości: Shënepremte, Grabovë e Poshtme, Grabovë e Sipërme, Kuratë, Valth.